# Carlos Calado
Carlos Calado (Alcanena, 5 de octubre de 1975) es un atleta portugués, especialista en la prueba de salto de longitud, con la que llegó a ser medallista de bronce mundial en 2009.

## Carrera deportiva
En el Mundial de Edmonton 2001 ganó la medalla de bronce en salto de longitud, con un salto de 8.21 metros, por detrás del cubano Iván Pedroso que salto 8.40 m, y del estadounidense Savanté Stringfellow que saltó 8.24 metros.